# Mungiki
Les Mungiki (« multitude » en kikuyu) sont un gang kényan en majorité composé de jeunes chômeurs issus de la communauté kikuyu, principale ethnie du pays.

## Histoire
Le groupe a été créé au début des années 1990 en réaction aux activités des « guerriers Kalenjin » ; ces derniers étaient des partisans du gouvernement du président Daniel Arap Moi qui s'attaquaient violemment aux opposants dans la vallée du Rift (avant tout des immigrants venus du centre du pays).
Peu à peu, le gang des Mungiki a gagné en popularité, recrutant des membres également dans le centre du Kenya, à Nairobi et dans certaines régions de la vallée du Rift : son attrait principal était qu'elle offrait à des jeunes désœuvrés un moyen de gagner de l'argent par le contrôle des trajets de matutu (taxis collectifs).
Avec les années, les cartels mafieux mis en place par les Mungiki ont élargi leur domaine d'activités au racket d'autres catégories de victimes, en particulier dans les bidonvilles surpeuplés de Nairobi et dans les provinces du Centre et de l'Est.
Des politiciens de l'opposition ont aussi utilisé les Mungiki pour impressionner les électeurs potentiels au cours de la dernière campagne législative, en particulier dans les régions côtières (Mombasa, etc.). Mais les relations se sont détériorées depuis lors entre les Mungiki et leurs anciens protecteurs désormais au pouvoir.
En 2002, le gouvernement déclare les Mungiki hors-la-loi après que ses membres eurent décapité 21 personnes dans un bidonville de Nairobi, durant la guerre pour le contrôle du territoire qui opposait les Mungiki à un autre groupe, appelé les Taliban et dont les membres étaient issus de la communauté Luo.
Les mungiki se sont lancés depuis le début 2007 dans des opérations à mi-chemin entre la criminalité et les crimes rituels, commettant des meurtres dont les victimes étaient retrouvées décapitées (ce détail servant souvent à la police pour mettre un crime sur le compte des mungiki). Après une période de passivité, les forces de l'ordre ont entrepris à l'été 2007 de réagir et se sont lancées dans des opérations de répression contre les mungiki : 22 membres du gang ont ainsi été tués à Nairobi le 5 juin 2007, à la suite du meurtre de deux policiers désarmés, et 11 autres le 8 juin 2007. Le 1er juillet 2007, la police kényane a annoncé la mort de 12 hommes suspectés d'appartenir au gang. De juin à août 2007, les opérations des forces de l'ordre ont coûté la vie à 112 personnes au moins.
Les villages environnant Nairobi sont alors plongés dans un climat de panique et de suspicion, à cause des meurtres apparemment aléatoires commis par les mungiki mais aussi à cause des rafles multiples de la police. Celle-ci suspecte en effet principalement les jeunes et a recours à des arrestations massives.
Bien que les pratiques des adeptes des Mungiki soient peu connues, les villageois alentour les décrivent comme monstrueuses, comme la séparation des membres des cadavres égorgés puis leur éparpillement dans les campagnes; certains témoignages font état également d'autres rituels mungiki pouvant s'apparenter à la pratique du cannibalisme. Les Kikuyu pratiquaient encore d'autres traditions kikuyu, comme la mutilation sexuelle des femmes et les prières en regardant le mont Kenya, demeure de leur divinité suprême. Lors de l'assaut d'un camp de mungiki près de la côte en juin 2007, un sorcier tanzanien a été capturé par les forces de l'ordre, mais l'opinion publique reste persuadée que certains parlementaires et de hauts fonctionnaires du gouvernement kényan ont encore des liens avec les mungiki.
Finalement, un homme accusé d'être à la tête des Mungiki a été arrêté par la police le 21 août à Ongata Rongai (20 km de Nairobi). Le groupe dirigé par Njoroje Kamunya est désormais accusé d'avoir tué 15 policiers entre avril et juin 2007, mais aussi 27 civils depuis le début de l'année. Le frère de Kamunya, Maina Njenga, était aussi un membre fondateur du gang, mais il avait depuis pris ses distances avec le groupe qu'il dénonçait publiquement ; il a pourtant été condamné à cinq ans de détention pour possession d'armes et trafic de drogue en juin 2007.

## Événements d'avril 2009
Vingt-quatre personnes auraient été tuées à coups de pierres et à l'arme blanche dans le centre du Kenya, lors d'affrontements avec des habitants regroupés en bandes pour chasser de la ville des membres de la secte Mungiki, a indiqué la police kényane, mardi 21 avril.

## Filmographie
- Ross Kemp au Cœur des Gangs (2008). Cette série de reportages a consacré un épisode au sujet des Mungiki (série 4 épisode 4)[2].